# Flags of the World
Flags of the World (FOTW) — « drapeaux du monde » — est un site international sur la vexillologie, c’est-à-dire l’étude des drapeaux. Il contient plus de 87 000 pages avec plus de 210 000 images.   
Il est une des références en ce qui concerne le contenu. À ce titre il a reçu le Vexillon Award en 2024. Le site est par ailleurs membre de la Fédération internationale des associations vexillologiques (FIAV) depuis 2001.
Ce site regroupe les contributions de plusieurs auteurs et s'appuie sur les messages de la liste de diffusion. L'ensemble des articles est gratuitement mis à la disposition des internautes.
Le site a été créé en 1993 par Giuseppe Bottasini. Le directeur actuel (début 2019) est Rob Raeside depuis juin 1998.